# 海士埼灯台
海士埼灯台（あまさきとうだい）は、石川県羽咋郡志賀町西海千ノ浦にある灯台である。

## 概要
能登半島の西に少し突き出た海士岬に位置する。両脇にある太陽光発電用パネルにより点灯する小さなLED灯台である。
1953年（昭和28年）11月1日に初点灯、1986年（昭和61年）11月に改築している。